# Професионална гимназия по механотехника „Проф. Цветан Лазаров“
„Професионална гимназия по механотехника“ в Пловдив е професионално средно училище, което обучава кадри по специалности от областите машиностроене и транспорт.

## История
В началото на 1949 г. с Министерско постановление в Пловдив е разкрита Механотехническа гимназия. Първата учебна година започва в сградата на Техникума по дървообработване и вътрешна архитектура. Приети са 83 ученика, които се обучават в пет специалности.
От 1952 до 1957 година училището носи името Техникум по машиностроене и приборостроене, а след това Техникум по механотехника. През учебната 1954/1955 г. са построени първите учебни работилници и са положени основите на новата учебна сграда, която е завършена през учебната 1960/1961 г. През същата година са разширени учебните работилници и в тях започват занятия.
В училището е започнало и въвеждането на производството на сложна продукция по време на учебната практика. Годишно са се произвеждали по 25 – 30 струга С8М. Колективът е пионер в обучението по лабораторна практика и в прилагането на програмното обучение. В продължение на осемнадесет години учебното заведение е национален първенец, а от 1962 г. е обявено за образцово и става Образцов техникум по механотехника "Михаил Иванович Калинин". През 1970 г. училището е домакин и на национално – практическа конференция по образованието.
През 1999 г. училището се преименува на Гимназия по механотехника „Професор Цветан Лазаров“ и започва да носи името на изобретателя на самолетите ЛАЗ. През 2003 г. учебното заведение е трансформирано в Професионална гимназия по механотехника „Професор Цветан Лазаров“.
Училището е единственото в страната за подготовка по специалности – Експлоатация и ремонт на летателни апарати и Експлоатация и ремонт на електронно–приборна авиационна техника. Една пета от приема в авиационните специалности в Технически университет София, Филиал Пловдив е предвиден за възпитаниците на гимназията по тези специалности. Училището е едно от трите, подготвящи кадри по специалността Художествени изделия от метал.